# Charles Gordon-Lennox (10. książę Richmond)
Charles Henry Gordon-Lennox (ur. 19 września 1929 w Londynie, zm. 1 września 2017) – brytyjski arystokrata, najstarszy syn Fredericka Gordon-Lennoxa, 9. księcia Richmond i Elisabeth Hudson.
Od urodzenia tytułował się jako lord Settrington, od 1935 r. był hrabią Marchii i Kinrary.

## Życiorys
Wykształcenie odebrał w Eton College i William Temple College. W latach 1949–1950 był podporucznikiem 60 regimentu strzeleckiego (60th Rifles).
W 1989 r., po śmierci ojca, odziedziczył tytuły księcia Richmond, Lennox i Gordon. Zasiadał też w Izbie Lordów, do reformy 1999 r. Wraz z tytułami książęcymi odziedziczył rodową posiadłość w Goodwood oraz 12 000 akrów ziemi. Książę wzbogacił się sprzedając jej część. Jego również właścicielem kolekcji malarstwa, w skład której wchodzą m.in. 4 obrazy Canaletta. Posiadał również cenną kolekcję francuskich mebli, które przywiózł ze sobą Charles Lennox, 3. książę Richmond, który był ambasadorem na dworze Ludwika XV.
Książę pełnił również wiele funkcji biznesowych, cywilnych i kościelnych. Był m.in. członkiem Komisji Kościelnej w latach 1965–1973, członkiem Synodu Generalnego Kościoła Anglii w latach 1960–1980, zastępcą Lorda Namiestnika Sussex w latach 1985–1990 i Lordem Namiestnikiem West Sussex w latach 1990–1994. Od 1985 r. był kanclerzem Uniwersytetu Sussex.
26 maja 1951 r. poślubił Susan Monicę Grenville-Grey, córkę pułkownika Cecila Grenville-Greya i Louisy Morrison-Bell, córki podpułkownika Ernesta Morrison-Bella. Charles i Susan mieli razem syna i dwie córki:
- Ellinor Caroline Gordon-Lennox (ur. 1952)
- Charles Henry Gordon-Lennox (ur. 1955) – hrabia Marchii i Kinrary
- Louisa Gordon-Lennox (ur. 1967)